# カプチーノ (漫画)
『カプチーノ』は、吉住渉による日本の漫画作品。
『コーラス』（集英社）にて2008年11月号から2009年6月号まで1号の休載を挟んで全7話連載された。単行本は同社のクイーンズコミックスから全1巻 (2009年6月発行 ISBN 978-4-08-865541-3)で発売された。
付き合って4年目、同棲を始めたカップルを巡るストーリー。

## 登場人物
小嶋 在（こじま あり）
文具メーカー勤務。大学の同期生・颯介と付き合って4年。颯介の浮気に気付くが、責められない自分にも、嘘をつき続ける颯介にも不満を募らせていく。
藤谷 颯介（ふじたに そうすけ）
予備校講師。在とは大学のゼミの同期生。受験の時に在に一目惚れした。インドア派。予備校の生徒に告白され一度は断るが、大学進学後に再び告白されほだされてしまう。
稲葉（いなば）
颯介の親友。“朋花”（ともか）という彼女がいるが、実は在のことが好き。
玲美（れみ）
在の親友。
真崎 愛菜（まさき あいな）
颯介の予備校の生徒。颯介に告白する。